# Villabellaco
Villabellaco es una localidad española del municipio de Barruelo de Santullán, perteneciente a la  provincia de Palencia, en la comunidad autónoma de Castilla y León.

## Geografía
La localidad, una pedanía, dista 2,5 km de Barruelo, cabecera municipal, a 1120 m de altitud.

## Historia
Desde la Edad Media al siglo XVIII, esta localidad estuvo integrada dentro de la Merindad Menor de Aguilar de Campoo. A la caída del Antiguo Régimen la localidad se constituye en municipio constitucional, conocido entonces como «Villavellaco» y que en el censo de 1842 contaba con 8 hogares y 42 vecinos, para posteriormente integrarse en San Martín de Parapertu. A mediados del siglo XIX, el lugar tenía contabilizadas 7 casas. Aparece descrito en el decimosexto volumen del Diccionario geográfico-estadístico-histórico de España y sus posesiones de Ultramar de Pascual Madoz de la siguiente manera:

VILLAVELLACO: l. agregado al ayunt. de Sta. Maria de Nava, en la prov. de Palencia (17 leg.), part. jud. de Cervera de Rio Pisuerga (3), aud. terr. y c. g. de Valladolid (25), dióc. de Búrgos (16): sit. entre una cuesta y una ladera que llaman la Peña; su clima es templado combatido por los vientos de E., O. y S. y poco propenso á enfermedades. Consta de 7 casas de pobre construcción; igl. parr. (San Pedro) de entrada: al S. hay una fuente de que se surte el vecindario. El térm. confina por N. y E. Revilla; S. Santa María de Nava, y O. Valle: su terreno es de mediana calidad, tiene dos pedazos de monte uno al S. y otro al N. poblados de mata baja: los caminos son locales y en mal estado: la correspondencia se recibe de Aguilar de Campóo. prod.: trigo, centeno y avena; se cria ganado lanar y vacuno, y caza de liebres, perdices y corzos. pobl.: 8 vec., 42 alm. cap. prod.: 10,530 rs. imp.: 485.
(Madoz, 1850, p. 237)

## Demografía
Evolución de la población en el siglo XXI
| Gráfica de evolución demográfica de Villabellaco entre 2000 y 2020 |
|                                                                    |
| Población de derecho (2000-2020) según el padrón municipal del INE |

## Patrimonio

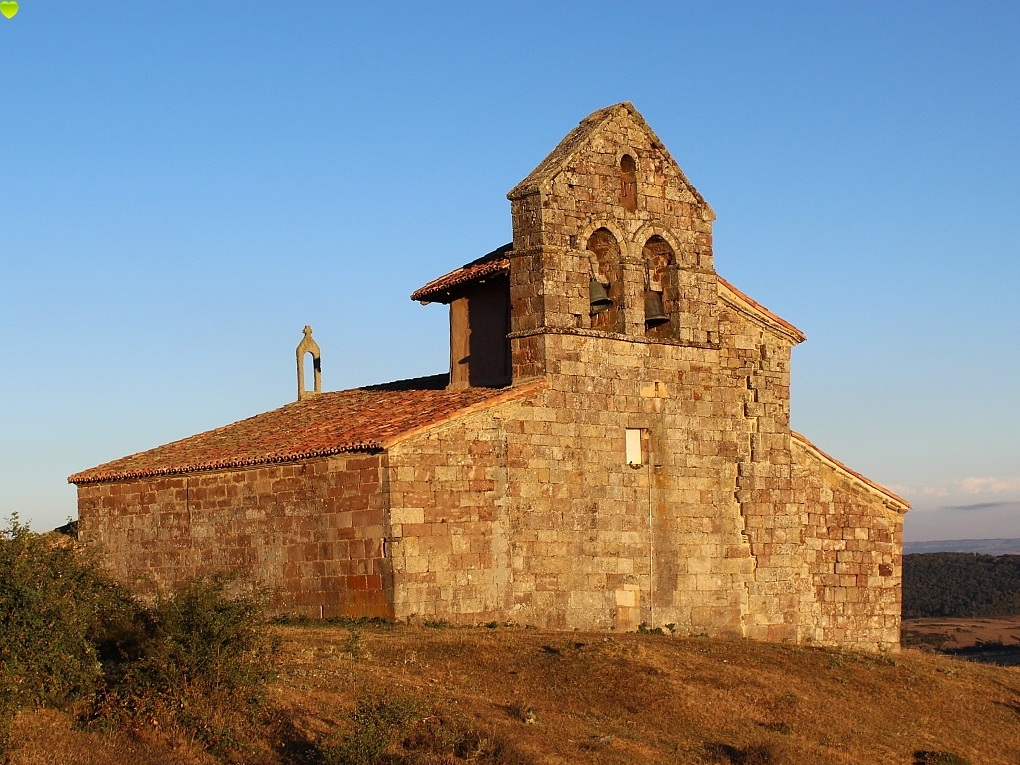
Iglesia de San Pedro

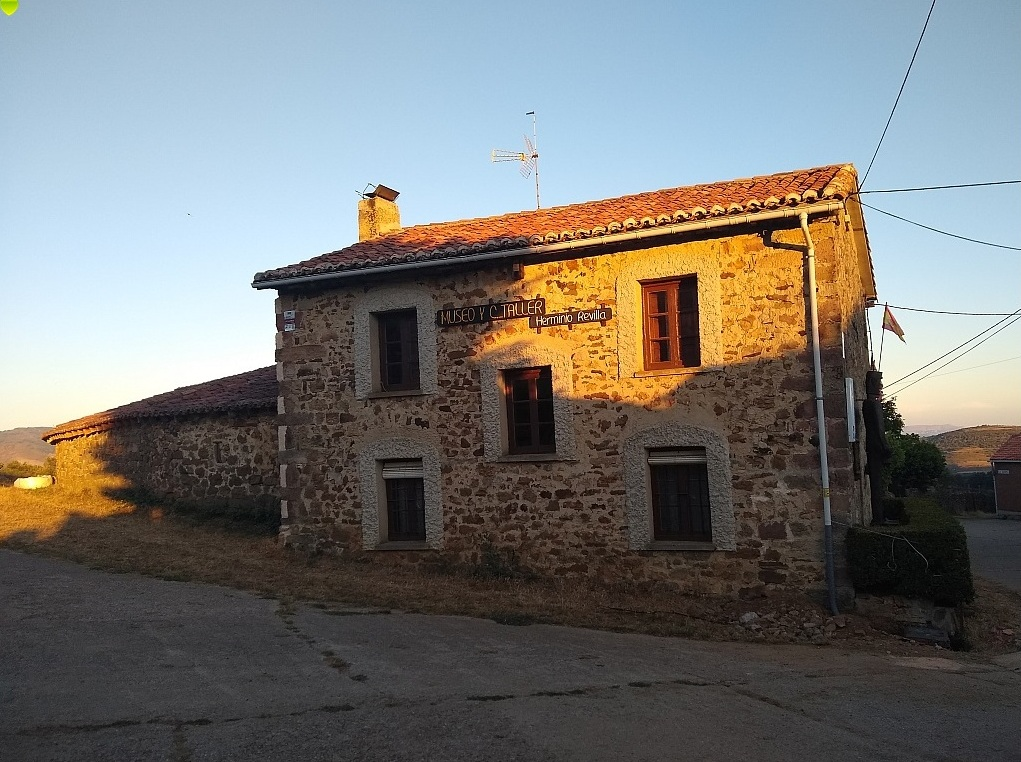
Museo y casa taller de Herminio Revilla

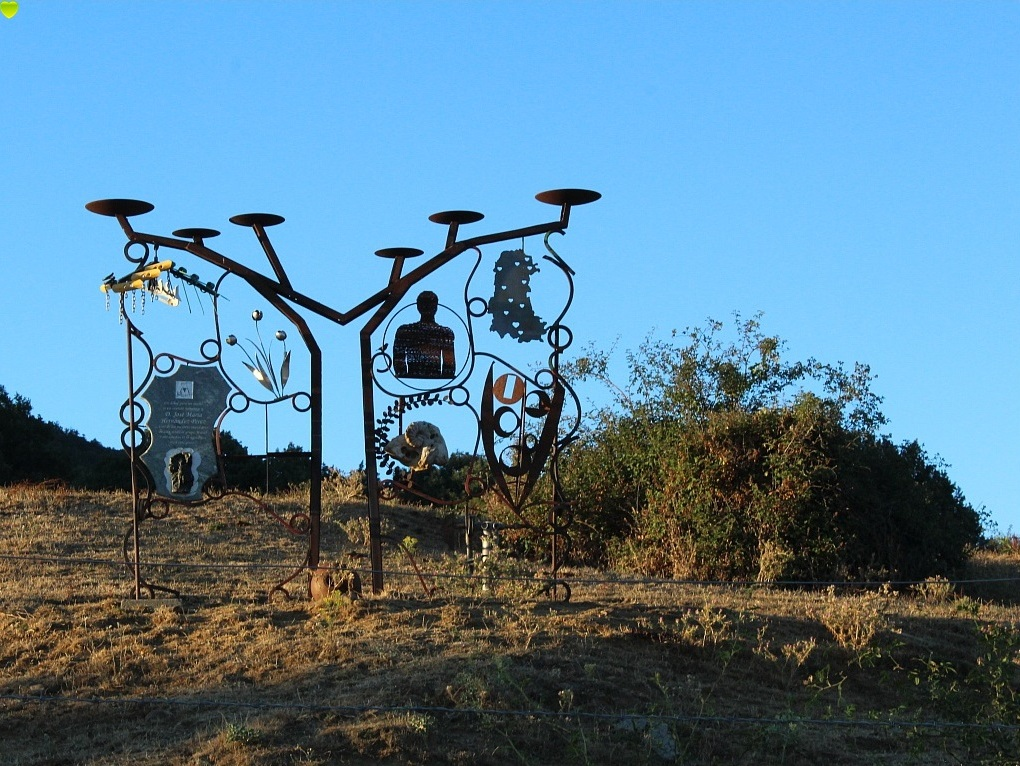
Una de las numerosas esculturas que hay en el pueblo

Iglesia parroquial católica de San Pedro Apóstol en la unidad pastoral de Barruelo de Santullán en el Arciprestazgo de Campoó-Santullán.
La iglesia de San Pedro Apóstol es un templo de origen románico del siglo XIII. De sencilla planta, está compuesta por una nave con portada abierta en el muro meridional y cabecera, a disposición a la que se le añadió una segunda nave que aparece adosada en el lado del evangelio y al oeste de la sacristía. El conjunto se completa con una espadaña sobre el hastial, el pórtico y un espacio irregular de uso funerario adosado al norte de la cabecera. El edificio está construido (incluyendo adiciones posteriores) a base de buena sillería arenisca excepto algunos sectores, generalmente posmedievales, que emplean mampuesto y otros materiales. Destaca la portada del XIII pleno, compuesta de arco apuntado y dos arquivoltas también apuntadas y molduradas con bocel entre medias cañas que apoyan sobre dos pares de columnas acodilladas y chambrana nacelada. Las basas, aunque muy deterioradas, todavía conservan su toro con decoración geométrica a base de círculos, y los capiteles -muy rudos- se ornamentan a base de motivos de clara inspiración vegetal de tipo andresino con hojas nervadas con crochés. Este templo fue sometido en el año 2007 a una restauración integral dentro del Plan de Intervención Románico Norte.

## Fiestas
La fiesta patronal es el 16 de agosto, cuyo patrón es San Roque. Su patrón es San Pedro 29 de junio.

## Personas notables
- Ursicino Martínez: escultor nacido en Villabellaco en 1932.
- Evaristo Pérez Torices: seleccionador nacional de baloncesto femenino. Nacido en Villabellaco, reside en Burgos.